# Струмица
Стру́мица (ранее — Струмница; макед. Струмица) — город в Северной Македонии. Население по переписи населения 2021 года: 33 825. Центр общины Струмица.

## География
Город расположен в Струмицкой котловине в юго-восточной части Северной Македонии, неподалёку от границы с Болгарией и Грецией. Соседние города — Валандово, Радовиш (Северная Македония) и Петрич (Болгария). У города протекает одноимённая река Струмица (Струмешница).

## История
В октябре 1912 года, в  ходе Первой Балканской войны, город был занят болгарской армией. 
В ходе Второй Балканской войны, 7 июля 1913 года, город был отбит у болгар греками. После Бухарестского мира, когда город отошёл к Болгарии, греческое население городов Струмица и Гевгелия в своей значительной части переселилось в греческий город Килкис, находящийся 25 км от нынешней границы с Северной Македонией. В силу большого числа переселенцев из Струмицы, Килкис некоторое время называли Новой Струмицей. В 1919 году по Нёйискому договору город перешёл к Королевству Сербов, Хорватов и Словенцев.

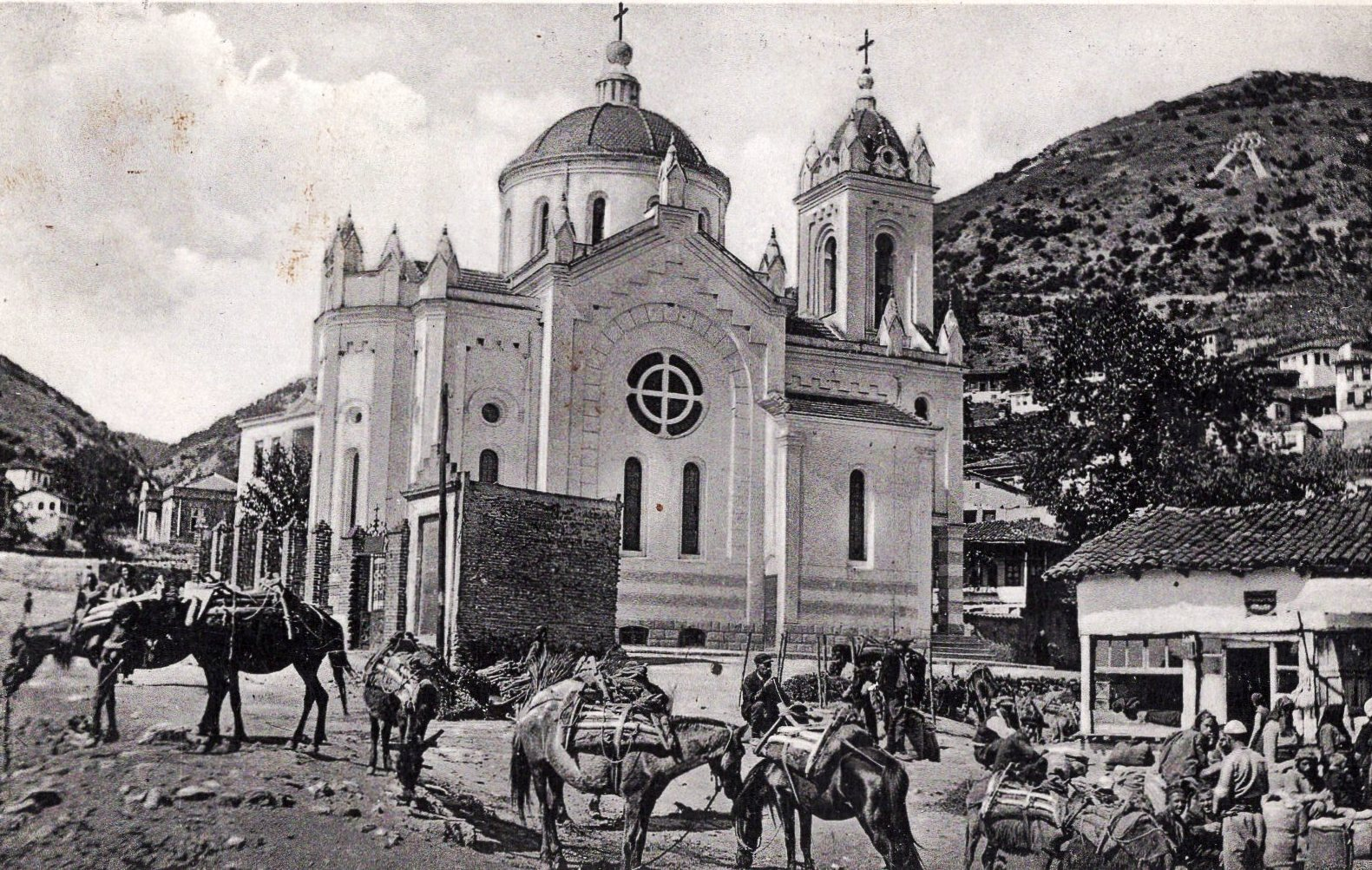
Струмица на почтовой открытке, 1932
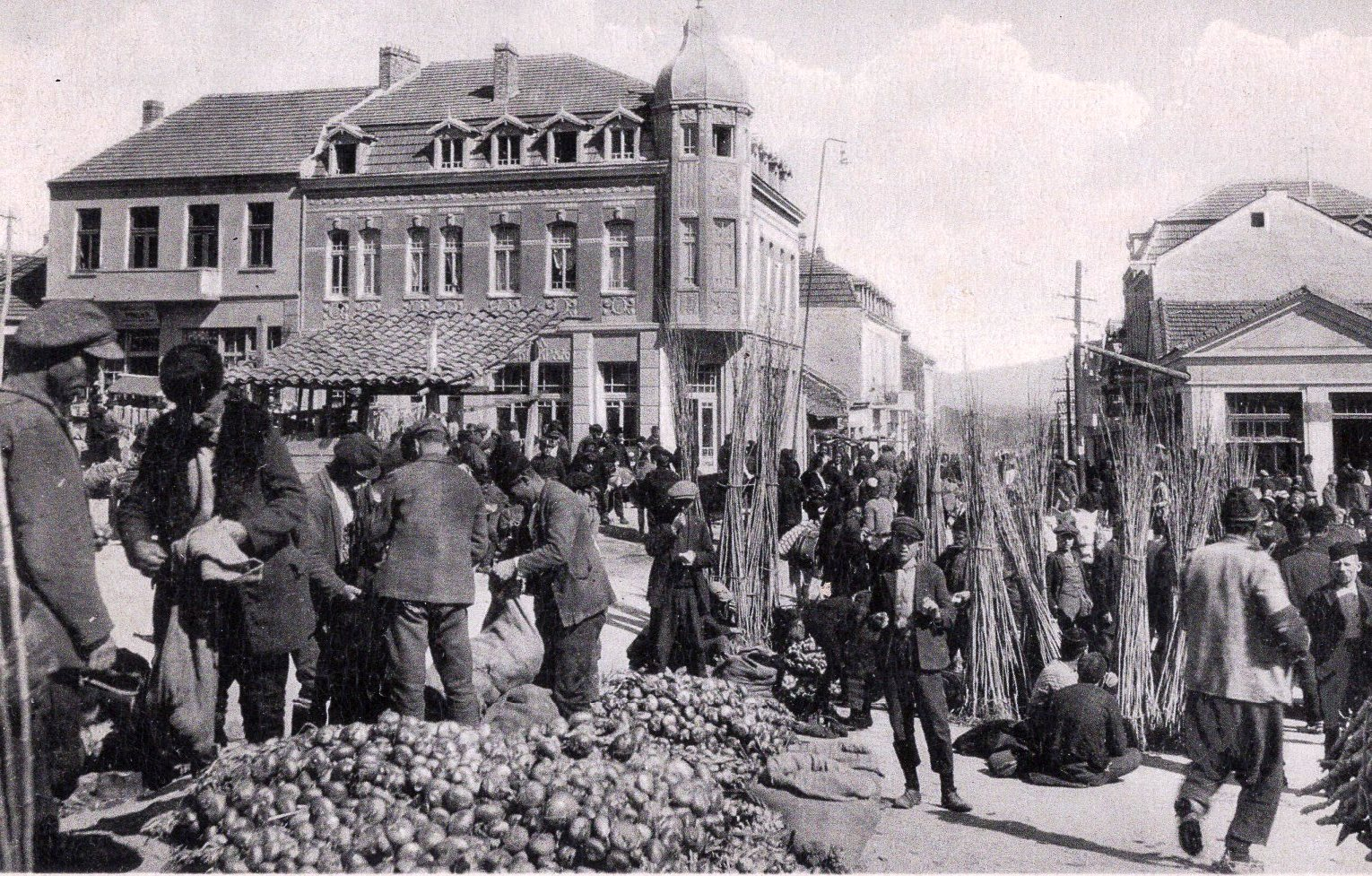
Струмица на почтовой открытке, гостиница "Српски краљ", 1932
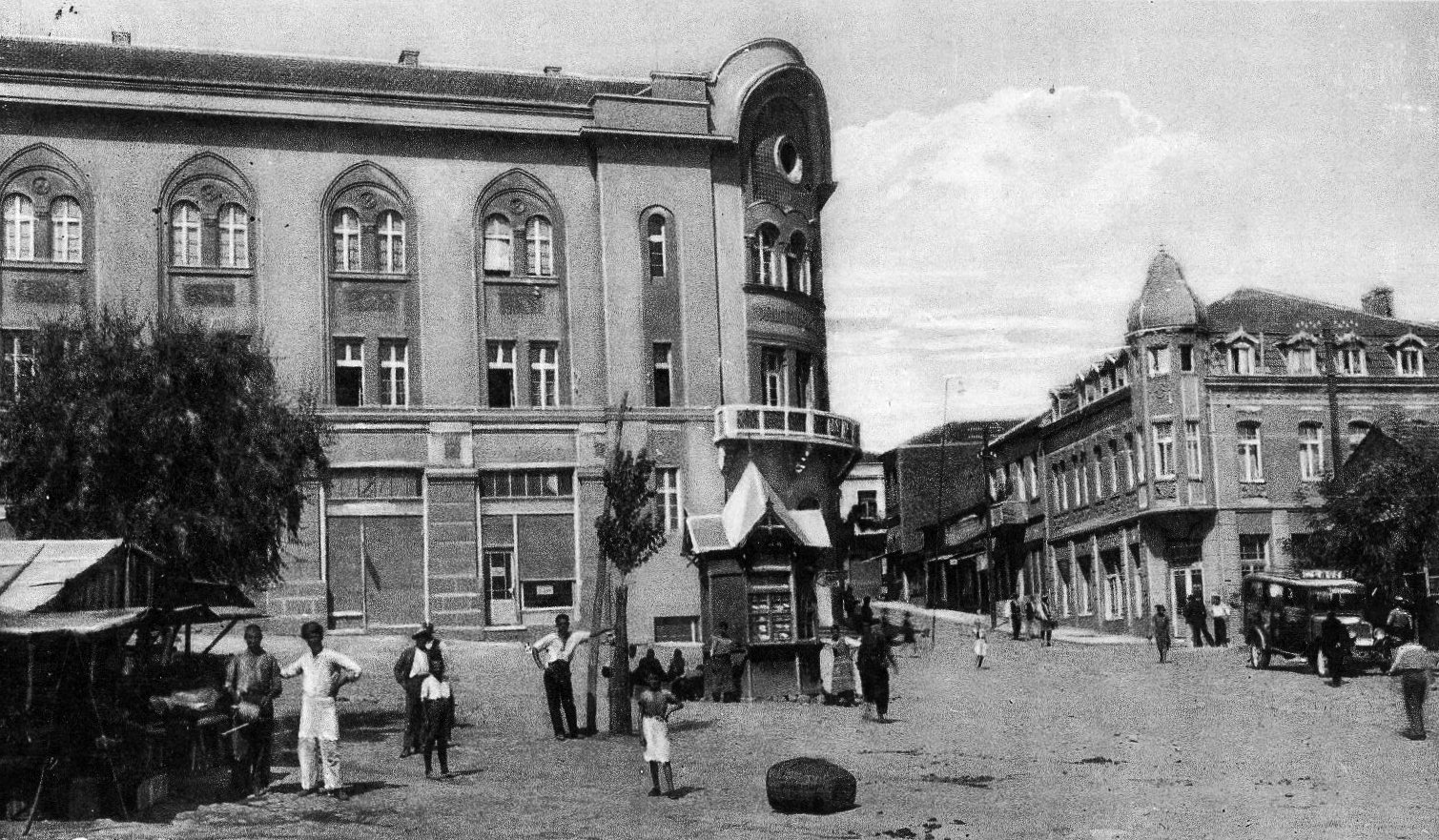
Струмица на почтовой открытке, 1930
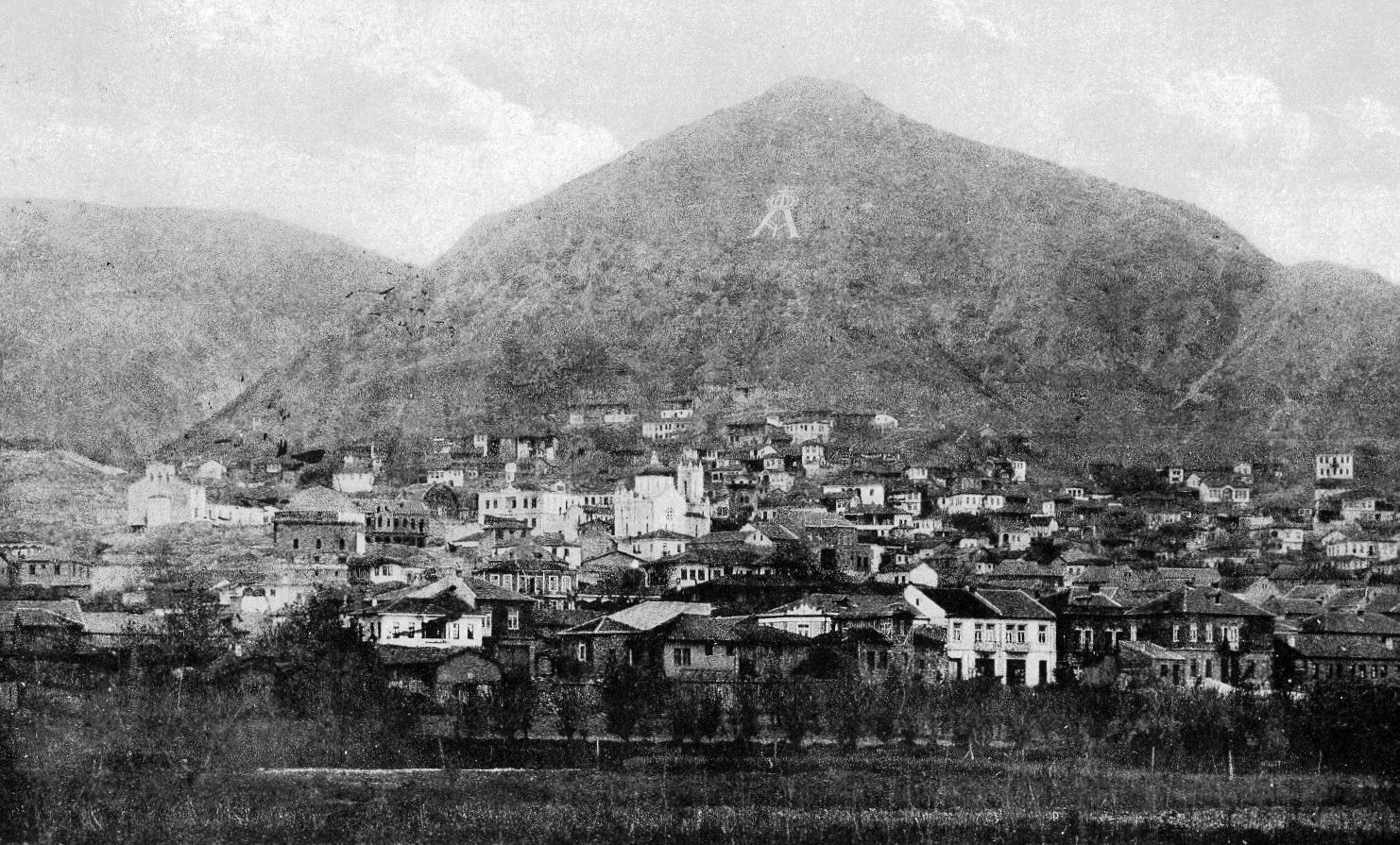
Струмица на почтовой открытке, 1928

## Достопримечательности
- Церковь Святых Кирилла и Мефодия

## Известные люди
- Ванга (макед. Ванѓа) (1911—1996) — болгарская ясновидящая.
- Димитриос Цицимис — македономах, то есть борец за Воссоединение Македонии с Грецией, уроженец города.
- Душан Джамоня — хорватский скульптор северномакедонского происхождения; уроженец города (1928).
- Мелетий (Андонов) (1832—1891) — болгарский епископ, софийский митрополит.
- Горан Тренчовски, режиссёр и писатель
- футболист Пандев, Горан — уроженец города (1983).
- баскетболист Влатко Илиевски — уроженец города (1980).
- политик Трайковски, Борис родился в селе Муртино, близ Струмицы в 1956 году, в 1999—2004 гг. президент Республики Македонии.
- политик Заев, Зоран — уроженец города (1974).
- скрипач Димитриос Семсис — уроженец города (1883).